# Giuseppe Siri
Giuseppe Siri, italijanski rimskokatoliški duhovnik, škof in kardinal, * 20. maj 1906, Genova, † 2. maj 1989.

## Življenjepis
22. septembra 1928 je prejel duhovniško posvečenje.
14. marca 1944 je bil imenovan za pomožnega škofa Genove in za naslovnega škofa Liviasa; škofovsko posvečenje je prejel 7. maja istega leta.
14. maja 1946 je postal nadškof Genove.
12. januarja 1954 je bil povzdignjen v kardinala in imenovan za kardinal-duhovnika S. Maria della Vittoria.
Upokojil se je 6. julija 1987.